# Норн
Норн або норнська мова (англ. Norn) — вимерла скандинавська мова, була поширена на Оркнейських і Шетландських островах. Вимерла у XVIII ст. (за іншими відомостями, в XIX столітті). Головна причина зникнення — близькоспорідненість і навіть певна співпорозумілість діалектів англійської, мови норманів (Клан Сінклер) та власне норну, на час асиміляції.
Скандинавська колонізація островів, ймовірно, почалося на початку IX століття. Шетландська топоніміка має деяку схожість із північно-західною Норвегією, у той час як лексика норну пов'язана з південнішими норвезькими регіонами.
Острови залишалися під владою норвезького (пізніше данського) короля до 1468 (Оркнейські) і 1469 (Шетлендські) років, коли Кристіан I заклав їх шотландському королю Якову III.

Мовна мапа Шотландії на початку XV століття. Норнська мова позначена помаранчевим кольором
Норн
Гірська мова
Рівнинна мова

Проте, зменшення скандинавської складової в Оркнейській говірці, ймовірно, розпочато у 1379 році, коли графство потрапило до рук Сінклерів, і шотландська була впроваджена, замість скандинавської, як мова престижу на острові на початку XV століття. На Шетландських островах перехід почався пізніше, але до кінця XV століття обидва архіпелаги були двомовними. Перехід із норну на шотландську-англійську не був швидким, і більшість вихідців з архіпелагів лишались двомовними до кінця XVI — середини XVII століть.
Варто зазначити, що на діалекті, близькому до норну, розмовляли до середини XV століття у Кейтнессі.
Мова норн належить до західноскандинавської підгрупи північногерманської групи. Оскільки заселення островів відбувалося в основному з південного заходу Норвегії (наразі, Вестланн), норн має низку діалектних рис, характерних для цієї області, зокрема, одзвончення інтервокальної /p t k/ та перехід /θ/ і /ð/ в /t/ і /d/ відповідно (перехід /θ/ в /t/ характерний також для фарерської мови).
Норн не була письмовою мовою, проте вона збереглася у порівняно пізніх записах антикварів: у 1693 році священник Джеймс Уоллес включив оркнейський варіант молитви «Отче наш» до свого опису Оркнейських островів. У 1774 Джордж Лоу занотував низку текстів на шетлендському діалекті на острові Фула, включаючи шетлендський варіант «Отче наш» і найдовший з усіх текстів норном — баладу Hildinakvadet. Записи Лоу досить ненадійні, оскільки він сам не був носієм норну і користувався англійською орфографією, і у 1900 році Маріус Хегстад видав в Осло коментований варіант балади. Лінгвістичне вивчення норну провадили також фаререць Якоб Якобсен і шотландець Х'ю Марвік.
Норн мав значний вплив на топоніміку Оркнейських і Шетлендських островів, а також на діалекти англо-шотландської мови, особливо його Оркнейського діалекту. Зі свого боку сам Норн зазнав значного лексичного впливу шотландської мови (англо-шотландської): англійські слова проникли навіть до основного словникового фонду, що можна бачити на прикладі молитви «Отче наш», Хільдіновської балади та загадок. До кінця XVIII століття, коли Лоу записував свої тексти, носіїв норну вже майже не збереглося. У 1850 році помер Волтер Сазерленд, який був останньою людиною, що знала кілька слів норном.
Наразі використовується як церемоніальна, у топографії, у назвах суден. Також є ентузіасти, які намагаються відновити вживання норнської мови у побуті (англ. Nynorn – «Новий Норн»).

## Ресурси Інтернету
- Orkney&Shetland Norn [Архівовано 15 лютого 2014 у Wayback Machine.] Collection of all known texts in Norn, description of its phonology and grammar
- Foula Heritage about Norn language incl. the 'Hildina Ballad'
- The Shetland dictionary containing many Shetland Norn words [Архівовано 15 вересня 2019 у Wayback Machine.]